# Logisticus rostratus
Logisticus rostratus là một loài bọ cánh cứng trong họ Cerambycidae.